# Kristof Schwarz
Kristof Schwarz (* 16. Januar 1987) ist ein ehemaliger deutscher Basketballspieler. Er spielte unter anderem für Phoenix Hagen in der Basketball-Bundesliga.

## Laufbahn
Schwarz wuchs in Henstedt-Ulzburg auf, er ist der Sohn des früheren deutschen Basketball-Spitzenschiedsrichters Roger Schwarz und Bruder von Malte Schwarz. Seine Basketballvereinskarriere begann mit 13 Jahren, er spielte beim TuS Holstein Quickborn und Rendsburger TSV, es folgten Stationen an der Steward School im US-Bundesstaat Virginia, beim Hamburger Verein Bramfelder SV sowie beim SC Rist Wedel. Dort spielte er in der ersten Regionalliga eine Saison lang auch unter Trainer Ingo Freyer, der ihn und Bruder Malte in seiner späteren Tätigkeit als Coach von Phoenix Hagen 2008 von Wedel nach Hagen lotste.
Mit Phoenix stieg Schwarz in seiner ersten Saison von der 2. Bundesliga ProA in die Basketball-Bundesliga auf. In der höchsten deutschen Liga sank seine Einsatzzeit, also entschloss sich der Spielmacher nach der Saison 2009/10, zurück in die ProA zu gehen und zu den Crailsheim Merlins zu wechseln.
Eine Schulterblessur wurde während seiner Crailsheimer Zeit zum Störfaktor, Schwarz entschloss sich nach der Saison 2010/11, seinem Betriebswirtschaftsstudium und seiner beruflichen Zukunft den Vorrang gegenüber dem Basketball zu geben und wechselte zu den Iserlohn Kangaroos in die erste Regionalliga. Dort wurde er unter seinem früheren Mitspieler Matthias Grothe als Trainer Mannschaftskapitän und Führungsfigur. Anfang des Jahres 2013 erlitt er einen Kreuzbandriss. In der Saison 2013/14 gelang Schwarz mit den Iserlohnern der Aufstieg in die 2. Bundesliga ProB. Im Anschluss an die Saison 2016/17 gab er das Ende seiner Spielerlaufbahn bekannt, kehrte im Laufe der Saison 2017/18 aber in die Iserlohner Mannschaft zurück. Nach dem Spieljahr 2018/19 trat er vom Leistungssport zurück, um mit seiner Ehefrau in die Vereinigten Staaten auszuwandern. In Atlanta übernahm Schwarz die Leitung des Ablegers eines Iserlohner Unternehmens.